# Unione Sportiva Campobasso 1974-1975
Questa pagina raccoglie le informazioni riguardanti l'Unione Sportiva Campobasso nelle competizioni ufficiali della stagione 1974-1975.

## Stagione
Dopo che la stagione precedente ha perso la stagione sul filo di lana contro il Benevento per la promozione diretta, si allestisce una formazione in grado di lottare per il primato. A guidare il Campobasso, al posto di Antonio Angelillo che ha ricevuto un'importante offerta in Serie C dal Rimini, arriva Fernando Veneranda. Il Campobasso partecipa per la prima volta alla Coppa Italia Semiprofessionisti, passando agevolmente il turno. In campionato (dove viene spostato dal girone G al girone H) però fatica, tanto che si va investire pesantemente sul mercato di ottobre per avere i necessari rinforzi. Questo però non basta, gioco latitante e una sconfitta nel derby con il Termoli costano la panchina a Veneranda che viene sostituito da Costanzo Balleri che parte male con la sua prima partita perdendola, ma da questa inizia la rimonta: nonostante un attacco con le polveri bagnate, la difesa è granitica subendo solo 12 reti in campionato, mantiene l'imbattibilità casalinga mentre fuori casa punta al pareggio. Alla 21ª giornata aggancia per la prima volta il Pro Lanciano, poi colleziona tre pareggi di fila prima della vittoria nel derby con il Termoli e la vittoria in casa del Lanciano, superandolo alla 26ª giornata. Perde la partita successiva, ma contemporaneamente il Lanciano perde in casa del Grottaglie e rimane dietro. Si arriva così all'ultima giornata, il 25 maggio 1975, il Campobasso batte per 5-0 il Audace Cerignola e vince il campionato e viene promosso in Serie C. 
Contemporaneamente va avanti in Coppa, dove vince contro squadre di categoria superiore come il Giulianova e il Cynthia, mentre contro i pari categoria dell'Olbia sono necessari i rigori per l'accesso alla semifinale dove incontra il Sorrento che riesce ad avere ragione dei rossoblù ai calci di rigore.

## Rosa
| N. |                   | Ruolo | Calciatore             |
| -- | ----------------- | ----- | ---------------------- |
|    | Italia (bandiera) | P     | Giovanni Ciaramella    |
|    | Italia (bandiera) | P     | Domenico Lamia Caputo  |
|    | Italia (bandiera) | D     | Leo Boncori            |
|    | Italia (bandiera) | D     | Flavio Malagamba       |
|    | Italia (bandiera) | D     | Giovan Battista Rigoni |
|    | Italia (bandiera) | D     | Michele Scorrano       |
|    | Italia (bandiera) | C     | Angelo Amadori         |
|    | Italia (bandiera) | C     | Luigi Donzelli         |
|    | Italia (bandiera) | C     | Ermes Moretti          |
|    | Italia (bandiera) | C     | Bruno Pinna (capitano) |

| N. |                   | Ruolo | Calciatore        |
| -- | ----------------- | ----- | ----------------- |
|    | Italia (bandiera) | C     | Giovanni Rosati   |
|    | Italia (bandiera) | C     | Claudio Serafini  |
|    | Italia (bandiera) | A     | Paolo Aragoncelli |
|    | Italia (bandiera) | A     | Mario Codognato   |
|    | Italia (bandiera) | A     | Claudio De Libero |
|    | Italia (bandiera) | A     | Alberto Medeot    |
|    | Italia (bandiera) | A     | Antonio Patalano  |
|    | Italia (bandiera) | A     | Giuseppe Peviani  |
|    | Italia (bandiera) | A     | Pasquale Pirone   |
|    | Italia (bandiera) | A     | Antonio Tabascio  |
|    | Italia (bandiera) | A     | Lino Villa        |
|    | Italia (bandiera) |       | Antoniani         |

## Calciomercato

### Sessione estiva
| Acquisti | Acquisti              | Acquisti  | Acquisti   |
| R.       | Nome                  | da        | Modalità   |
| -------- | --------------------- | --------- | ---------- |
| P        | Domenico Lamia Caputo | Avellino  | definitivo |
| D        | Leo Boncori           | Nocerina  | definitivo |
| D        | Flavio Malagamba      | Puteolana | definitivo |
| C        | Luigi Donzelli        | Puteolana | definitivo |
| C        | Giovanni Rosati       | Rimini    | definitivo |
| A        | Giuseppe Peviani      | Cavese    | definitivo |
| A        | Pasquale Pirone       | Puteolana | definitivo |
| A        | Antonio Tabascio      | Cavese    | definitivo |

| Cessioni | Cessioni            | Cessioni       | Cessioni   |
| R.       | Nome                | a              | Modalità   |
| -------- | ------------------- | -------------- | ---------- |
| P        | Ernesto Sclocchini  | Rimini         | definitivo |
| D        | Doriano Crocco      | Puteolana      | definitivo |
| D        | Guido Cont          | Rovereto       | definitivo |
| C        | Carmine Picone      | Puteolana      | definitivo |
| C        | Andrea Truant       | Avellino       | definitivo |
| A        | Franco Giugia       | Orbetello      | definitivo |
| A        | Guglielmo Carignani | Vultur Rionero | definitivo |
| A        | Augusto Maresca     | Vultur Rionero | definitivo |

### Sessione autunnale
| Acquisti | Acquisti          | Acquisti | Acquisti   |
| R.       | Nome              | da       | Modalità   |
| -------- | ----------------- | -------- | ---------- |
| C        | Angelo Amadori    | Empoli   | definitivo |
| C        | Paolo Aragoncelli | Fermana  | definitivo |
| C        | Claudio Serafini  | Sassuolo | definitivo |
| A        | Alberto Medeot    | Turris   | definitivo |

| Cessioni | Cessioni         | Cessioni | Cessioni   |
| R.       | Nome             | a        | Modalità   |
| -------- | ---------------- | -------- | ---------- |
| A        | Giuseppe Peviani | Lavello  | definitivo |
| A        | Lino Villa       | Cosenza  | definitivo |

## Risultati

### Serie D

#### Girone d'andata
| Arbitro: | Altobelli (Roma) |

|                               |           |                                          |
| Di Girolamo 21’ Donatelli 74’ | Marcatori | 37’ (aut.) Romanelli 90+1’ (rig.) Pirone |

| Arbitro: | Borsari (Modena) |

|                        |           |  |
| Villa 45’ Patalano 86’ | Marcatori |  |

| Arbitro: | Branchini (Ferrara) |

|             |           |                   |
| Maselli 36’ | Marcatori | 89’ (rig.) Pirone |

| Arbitro: | Pinza (Forlì) |

|           |           |  |
| Villa 84’ | Marcatori |  |

| Campobasso 20 ottobre 1974 5ª giornata | Campobasso          | 0 – 0 | Rosetana | Stadio Giovanni Romagnoli\| Arbitro: \| Peppolani (Foligno) \| |
| Arbitro:                               | Peppolani (Foligno) |       |          |                                                                |

| Arbitro: | Vinci (Messina) |

|  |           |            |
|  | Marcatori | 81’ Pirone |

| Arbitro: | Panzino jr (Catanzaro) |

|                              |           |  |
| Pirone 49’ (rig.) Medeot 56’ | Marcatori |  |

| Arbitro: | Lanese (Messina) |

|           |           |  |
| Lippo 50’ | Marcatori |  |

| Campobasso 17 novembre 1974 9ª giornata | Campobasso      | 0 – 0 | Pro Lanciano | Stadio Giovanni Romagnoli\| Arbitro: \| Zuffi (Ravenna) \| |
| Arbitro:                                | Zuffi (Ravenna) |       |              |                                                            |

| Arbitro: | Fasci (Bologna) |

|              |           |  |
| Patalano 39’ | Marcatori |  |

| Andria 1 dicembre 1974 11ª giornata | Andria           | 0 – 0 | Campobasso | Stadio Comunale\| Arbitro: \| Lauretano (Roma) \| |
| Arbitro:                            | Lauretano (Roma) |       |            |                                                   |

| Arbitro: | Spotelli (Lucca) |

|            |           |  |
| Pirone 11’ | Marcatori |  |

| Arbitro: | Tavazzi (Lodi) |

|              |           |  |
| Carrassi 28’ | Marcatori |  |

| Arbitro: | Patrussi (Arezzo) |

|                 |           |  |
| Medeot 20’, 24’ | Marcatori |  |

| Manfredonia 5 gennaio 1975 15ª giornata | Manfredonia          | 0 – 0 | Campobasso | Stadio Miramare\| Arbitro: \| Corigliano (Crotone) \| |
| Arbitro:                                | Corigliano (Crotone) |       |            |                                                       |

| Arbitro: | Balsamo (Paola) |

|                         |           |  |
| Patalano 15’ Rosati 59’ | Marcatori |  |

| Arbitro: | Corvani (Piacenza) |

|                |           |                         |
| Martinelli 79’ | Marcatori | 7’ Medeot 29’ Codognato |

#### Girone di ritorno
| Arbitro: | Materassi (Firenze) |

|              |           |                     |
| Patalano 69’ | Marcatori | 1’ (aut.) Malagamba |

| Arbitro: | Sgroni (Legnano) |

|  |           |            |
|  | Marcatori | 88’ Pirone |

| Arbitro: | Stocco (Firenze) |

|             |           |  |
| 68’ Amadori | Marcatori |  |

| Grottaglie 16 febbraio 1975 21ª giornata | Grottaglie          | 0 – 0 | Campobasso | Stadio comunale Antlantico D'Amuri\| Arbitro: \| Misturelli (Verona) \| |
| Arbitro:                                 | Misturelli (Verona) |       |            |                                                                         |

| Roseto degli Abruzzi 23 febbraio 1975 22ª giornata | Rosetana          | 0 – 0 | Campobasso | Stadio Patrizi\| Arbitro: \| Patrussi (Arezzo) \| |
| Arbitro:                                           | Patrussi (Arezzo) |       |            |                                                   |

| Campobasso 2 marzo 1975 23ª giornata | Campobasso       | 0 – 0 | Monopoli | Stadio Giovanni Romagnoli\| Arbitro: \| Lauretano (Roma) \| |
| Arbitro:                             | Lauretano (Roma) |       |          |                                                             |

| Arbitro: | Borsari (Modena) |

|           |           |            |
| Marti 69’ | Marcatori | 52’ Medeot |

| Arbitro: | Pampana (Pisa) |

|                                   |           |            |
| Castigliano 60’ (aut.) Medeot 70’ | Marcatori | 85’ Azzone |

| Arbitro: | Ballerini (Aulla) |

|  |           |              |
|  | Marcatori | 56’ Patalano |

| Arbitro: | Zuffi (Ravenna) |

|              |           |  |
| Esposito 35’ | Marcatori |  |

| Arbitro: | Casella (Voghera) |

|           |           |  |
| Pinna 69’ | Marcatori |  |

| L'Aquila 20 aprile 1975 29ª giornata | L'Aquila             | 0 – 0 | Campobasso | Stadio Tommaso Fattori\| Arbitro: \| Cornegliani (Milano) \| |
| Arbitro:                             | Cornegliani (Milano) |       |            |                                                              |

| Arbitro: | Adamu (Cagliari) |

|           |           |  |
| Pinna 41’ | Marcatori |  |

| Fasano 4 maggio 1975 31ª giornata | Fasano              | 0 – 0 | Campobasso | Stadio Comunale\| Arbitro: \| Tubertini (Bologna) \| |
| Arbitro:                          | Tubertini (Bologna) |       |            |                                                      |

| Arbitro: | Berizzi (Arezzo) |

|              |           |               |
| Patalano 30’ | Marcatori | 83’ Colecchia |

| Arbitro: | Magli (Bergamo) |

|             |           |            |
| Silenzi 30’ | Marcatori | 32’ Medeot |

| Arbitro: | Angelelli (Terni) |

|                                                |           |  |
| Pirone 1’, 17’, 41’ Patalano 27’ Codognato 44’ | Marcatori |  |

### Coppa Italia Semiprofessionisti

#### Fase a gironi
| 25 agosto 1974 1ª giornata |  | – Il Campobasso riposa |  |  |

| Arbitro: | Fusani (Massa) |

|                        |           |            |
| Pirone 35’, 74’ (rig.) | Marcatori | 88’Melotti |

| Arbitro: | Pirandola (Lecce) |

|                             |           |  |
| Codognato 5’ Villa 44’, 76’ | Marcatori |  |

| 4 settembre 1974 4ª giornata |  | – Il Campobasso riposa |  |  |

| Arbitro: | Stringaro (Udine) |

|  |           |            |
|  | Marcatori | 59’ Pirone |

| Arbitro: | Casaburi (Napoli) |

|  |           |              |
|  | Marcatori | 55’ Patalano |

#### Sedicesimi di finale
| Squadra 1  | Totale | Squadra 2  | Andata | Ritorno |
| ---------- | ------ | ---------- | ------ | ------- |
| Giulianova | 2 - 3  | Campobasso | 1 - 1  | 1 - 2   |

| Arbitro: | Paparesta (Bari) |

|                       |           |                   |
| Cicottelli 28’ (rig.) | Marcatori | 32’ (rig.) Pirone |

| Arbitro: | Marino (Genova) |

|                   |           |  |
| Patalano 63’, 84’ | Marcatori |  |

#### Ottavi di finale
| Squadra 1 | Totale | Squadra 2  | Andata | Ritorno |
| --------- | ------ | ---------- | ------ | ------- |
| Cynthia   | 1 - 3  | Campobasso | 0 - 0  | 1 - 3   |

| Genzano di Roma 12 febbraio 1975 Ottavi di finale-Andata | Cynthia          | 0 – 0 | Campobasso | Stadio Comunale\| Arbitro: \| Tempio (Catania) \| |
| Arbitro:                                                 | Tempio (Catania) |       |            |                                                   |

| Arbitro: | Morganti (Ascoli Piceno) |

|                             |           |                |
| Pirone 34’, 53’ Amadori 63’ | Marcatori | 72’ Alivernini |

#### Quarti di finale
| Squadra 1 | Totale | Squadra 2  | Andata | Ritorno         |
| --------- | ------ | ---------- | ------ | --------------- |
| Olbia     | 2 - 2  | Campobasso | 1 - 1  | 1 - 1 (3-4 dcr) |

| Arbitro: | Casaburi (Napoli) |

|            |           |               |
| Modica 20’ | Marcatori | 40’ Malagamba |

| Arbitro: | Bitocchi (Tivoli) |

|                                             |                      |                                       |
| Patalano 37’ (rig.)                         | Marcatori            | 13’ Cipro                             |
| Moretti Patalano Pirone Rigoni Lamia Caputo | Tiri di rigore 4 – 3 | Di Carlo Petta Poggi Selleri Marongiu |

#### Semifinale
| Squadra 1  | Totale | Squadra 2 | Andata | Ritorno         |
| ---------- | ------ | --------- | ------ | --------------- |
| Campobasso | 1 - 1  | Sorrento  | 0 - 0  | 1 - 1 (1-4 dcr) |

| Campobasso 21 maggio 1975 Semifinale-Andata | Campobasso     | 0 – 0 | Sorrento | Stadio Giovanni Romagnoli\| Arbitro: \| Tani (Livorno) \| |
| Arbitro:                                    | Tani (Livorno) |       |          |                                                           |

| Arbitro: | Longhi (Roma) |

|                                      |                      |                                |
| Abbondanza 33’                       | Marcatori            | 85’ Medeot                     |
| Abbondanza Loddi Borchiellini Albano | Tiri di rigore 4 – 1 | Moretti Codognato Lamia Caputo |

## Statistiche

### Statistiche di squadra
| Competizione                    | Punti | In casa | In casa | In casa | In casa | In casa | In casa | In trasferta | In trasferta | In trasferta | In trasferta | In trasferta | In trasferta | Totale | Totale | Totale | Totale | Totale | Totale | DR  |
| Competizione                    | Punti | G       | V       | N       | P       | Gf      | Gs      | G            | V            | N            | P            | Gf           | Gs           | G      | V      | N      | P      | Gf     | Gs     | DR  |
| ------------------------------- | ----- | ------- | ------- | ------- | ------- | ------- | ------- | ------------ | ------------ | ------------ | ------------ | ------------ | ------------ | ------ | ------ | ------ | ------ | ------ | ------ | --- |
| Serie D                         | 47    | 17      | 12      | 5       | 0       | 23      | 3       | 17           | 4            | 10           | 3            | 10           | 9            | 34     | 16     | 15     | 3      | 33     | 12     | +19 |
| Coppa Italia Semiprofessionisti | 8     | 6       | 4       | 2       | 0       | 11      | 3       | 6            | 2            | 4            | 0            | 5            | 3            | 12     | 6      | 6      | 0      | 16     | 6      | +10 |
| Totale                          | -     | 23      | 16      | 7       | 0       | 33      | 6       | 23           | 6            | 14           | 3            | 15           | 12           | 46     | 22     | 21     | 3      | 49     | 18     | +29 |

### Statistiche dei giocatori
| Giocatore       | Serie D  | Serie D | Coppa Italia Semiprofessionisti | Coppa Italia Semiprofessionisti | Totale   | Totale |
| Giocatore       | Presenze | Reti    | Presenze                        | Reti                            | Presenze | Reti   |
| --------------- | -------- | ------- | ------------------------------- | ------------------------------- | -------- | ------ |
| A. Amadori      | 22       | 1       | 3                               | 1                               | 25       | 2      |
| Antoniani       | 0        | 0       | 1                               | 0                               | 1        | 0      |
| P. Aragoncelli  | 10       | 0       | 4                               | 0                               | 14       | 0      |
| L. Boncori      | 9        | 0       | 5                               | 0                               | 14       | 0      |
| G. Ciaramella   | 2        | -0      | 4                               | -1                              | 6        | -1     |
| M. Codognato    | 17       | 2       | 7                               | 1                               | 24       | 3      |
| C. De Libero    | 2        | 0       | 2                               | 0                               | 4        | 0      |
| L. Donzelli     | 31       | 0       | 12                              | 0                               | 43       | 0      |
| D. Lamia Caputo | 33       | -12     | 9                               | -5                              | 42       | -17    |
| F. Malagamba    | 28       | 0       | 12                              | 1                               | 40       | 1      |
| A. Medeot       | 27       | 7       | 5                               | 1                               | 32       | 8      |
| E. Moretti      | 34       | 0       | 12                              | 0                               | 46       | 0      |
| A. Pantalano    | 22       | 7       | 8                               | 3                               | 30       | 10     |
| G. Peviani      | 0        | 0       | 3                               | 0                               | 3        | 0      |
| B. Pinna        | 30       | 2       | 9                               | 0                               | 39       | 2      |
| P. Pirone       | 31       | 9       | 10                              | 6                               | 41       | 15     |
| G. Rigoni       | 34       | 0       | 11                              | 0                               | 45       | 0      |
| G. Rosati       | 29       | 1       | 10                              | 0                               | 39       | 1      |
| M. Scorrano     | 31       | 0       | 12                              | 0                               | 43       | 0      |
| C. Serafini     | 5        | 0       | 3                               | 0                               | 8        | 0      |
| A. Tabascio     | 2        | 0       | 1                               | 0                               | 3        | 0      |
| L. Villa        | 5        | 2       | 4                               | 2                               | 9        | 4      |